# Tasos Mītropoulos
Anastasios Mītropoulos, detto Tasos (in greco: Αναστάσιος "Τάσος" Μητρόπουλος; Volo, 23 agosto 1957), è un ex calciatore greco, di ruolo centrocampista.

## Palmarès

### Club

#### Competizioni nazionali
- Campionato greco: 6

Olympiakos: 1981-1982, 1982-1983, 1986-1987, 1997-1998
AEK Atene: 1992-1993, 1993-1994
- Coppa di Grecia: 2

Olympiakos: 1989-1990, 1991-1992
- Supercoppa di Grecia: 2

Olympiakos: 1987
Panathinaikos: 1994